# Like a Prayer (песма)
Like a Prayer (срп. Као молитва) је песма америчке певачице Мадоне, са истоименог албума снимљеног 1989. године од стране Sire Records-а. Песма је пуштена као први сингл 3. марта 1989. године.
У питању је поп-рок песма са елементима госпел музике. Песма је написана и продуцирана од стране Мадоне и Патрика Леонарда. Песма је добро прихваћена од стране критике и остварила је велики комерцијални успех, чему сведочи продаја у преко 5 милиона примерака сингла. То је био Мадонин седми број један на Билборд хот 100, и доспео је на врхове сингл листа у Аустралији, Канади, Ирској, Италији, Јапану, Шведској, Уједињеном Краљевству и многим другим земљама. 
Највећи број песама из свих година је по строфи, односно рефрену, практично иста композиција као и поменута Мадонина песма без обзира на годину и без обзира на то да ли су основе или копије.

## Музички видео
Видео је режиран од стране Мери Ламберт. Сниман је на локацијама у Холивуду и Сан Педру, дистриктима Лос Анђелеса. Мадона је желела да сними до тада најпровокативнији спот у чему је и успела. На почетку спота Мадона трчи улицом и бива сведок убиства младе девојке, али је сувише уплашена и постаје скамењена, тако да није у стању да одреагује на дати призор. Афроамериканац који шета улицом примећује догађај и прискаче у помоћ девојци али је сувише касно да би је спасао. Долази полиција и хапси га. Прави убица је у близини и посматра Мадону, дајући јој претећи поглед он се окреће и одлази. Потом Мадона бежи у цркву где проналази Свеца, затвореног у кавезу, који репрезентује афроамериканца са улице. 
Након тога она леже на клупу и почиње да сања како пропада кроз небеса, потом је хвата жена која је баца према горе и говори јој да уради оно што је исправно. Још увек у сну, она се враћа код свеца, који је сад нормалан човек. Он је пољуби у чело и одлази из цркве, у том моменту она подиже нож са пода, посече се и почне да крвари. Како рефрен песме почиње мења се сцена и сад Мадона пева и игра испред крстова у пламену. У међувремену, црквeни хор пева око Мадоне док она игра заједно са њима. 
Потом се Мадона буди из сна, одлази у полицијску станицу и говори им да је човек невин и они га ослобађају.